# Anterhynchium flammeus
Anterhynchium flammeus är en stekelart som beskrevs av Giordani Soika 1937. Anterhynchium flammeus ingår i släktet Anterhynchium och familjen Eumenidae. Inga underarter finns listade i Catalogue of Life.